# Zboj

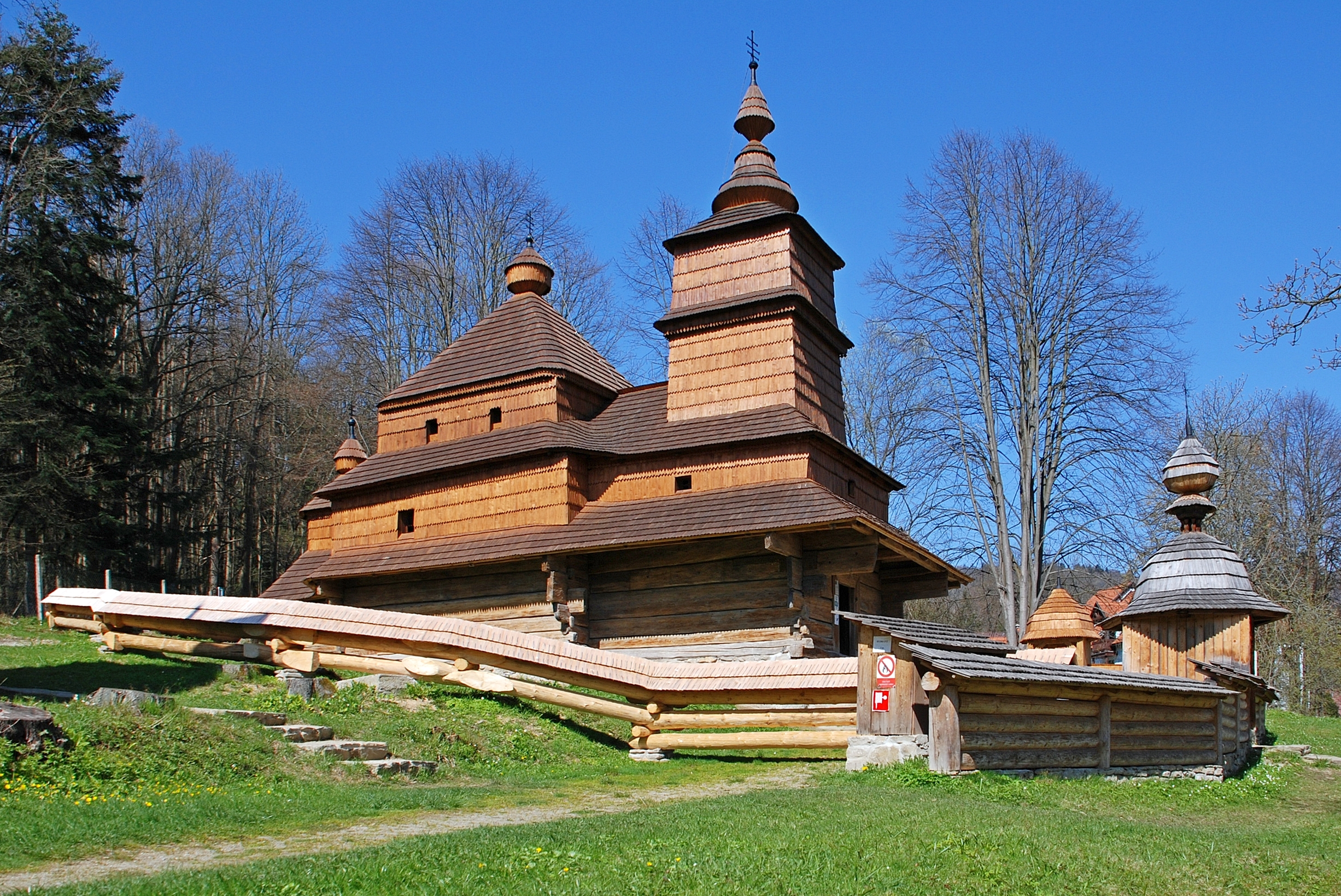
Cerkiew ze Zboja na terenie skansenu Bardejovské Kúpele

Zboj – wieś (obec) we wschodniej Słowacji położona w kraju preszowskim, w powiecie Snina. 

## Położenie
Zboj jest drugą (po sąsiedniej wsi Nová Sedlica) najbardziej na wschód wysuniętą jednostką osadniczą Słowacji. Jej centrum leży niespełna 5 km na zachód od granicy słowacko-ukraińskiej i niespełna 8 km na południe od granicy słowacko-polskiej.
Obie wsie leżą w Bieszczadach Zachodnich, które po słowackiej stronie określane są jako Bukovské vrchy. Zabudowania Zboja rozłożone są w wyraźnym rozszerzeniu doliny Zbojskiego Potoku, u wschodnich podnóży pasma Wielkiego Bukowca (1012 m n.p.m.). Zabudowa luźno rozrzucona wzdłuż wyżej wymienionego potoku oraz w dolinkach kilku jego drobnych dopływów. Centrum zabudowy znajduje się na wysokości ok. 345 m n.p.m. Jedyny dojazd do wsi wiedzie od strony południowo-zachodniej z miejscowości Ulič.
Od zachodu, południa i wschodu wieś otaczają tereny wchodzące w skład Parku Narodowego „Połoniny”.

## Historia
Pierwsze wzmianki o miejscowości pochodzą z roku 1567.

## Demografia
Według danych z dnia 31 grudnia 2012, wieś zamieszkiwało 359 osób, w tym 194 kobiety i 165 mężczyzn.
W 2001 roku rozkład populacji względem narodowości i przynależności etnicznej wyglądał następująco:
- Słowacy – 78,48%
- Czesi – 1,02%
- Rusini – 10,04%
- Ukraińcy – 6,56%

Ze względu na wyznawaną religię struktura mieszkańców kształtowała się w 2001 roku następująco:
- Katolicy rzymscy – 2,46%
- Grekokatolicy – 9,02%
- Prawosławni – 79,51%
- Ateiści – 1,64%
- Nie podano – 6,35%

W Zboju znajdowała się drewniana cerkiew greckokatolicka Trzech Hierarchów wybudowana w 1766, która została  przeniesiona w 1967 do skansenu w Bardejowie-Zdroju.